# Tryo (groupe chilien)
Pour le  groupe de chanson française, voir Tryo.
Pour l’article ayant un titre homophone, voir Trio.
 (septembre 2019).

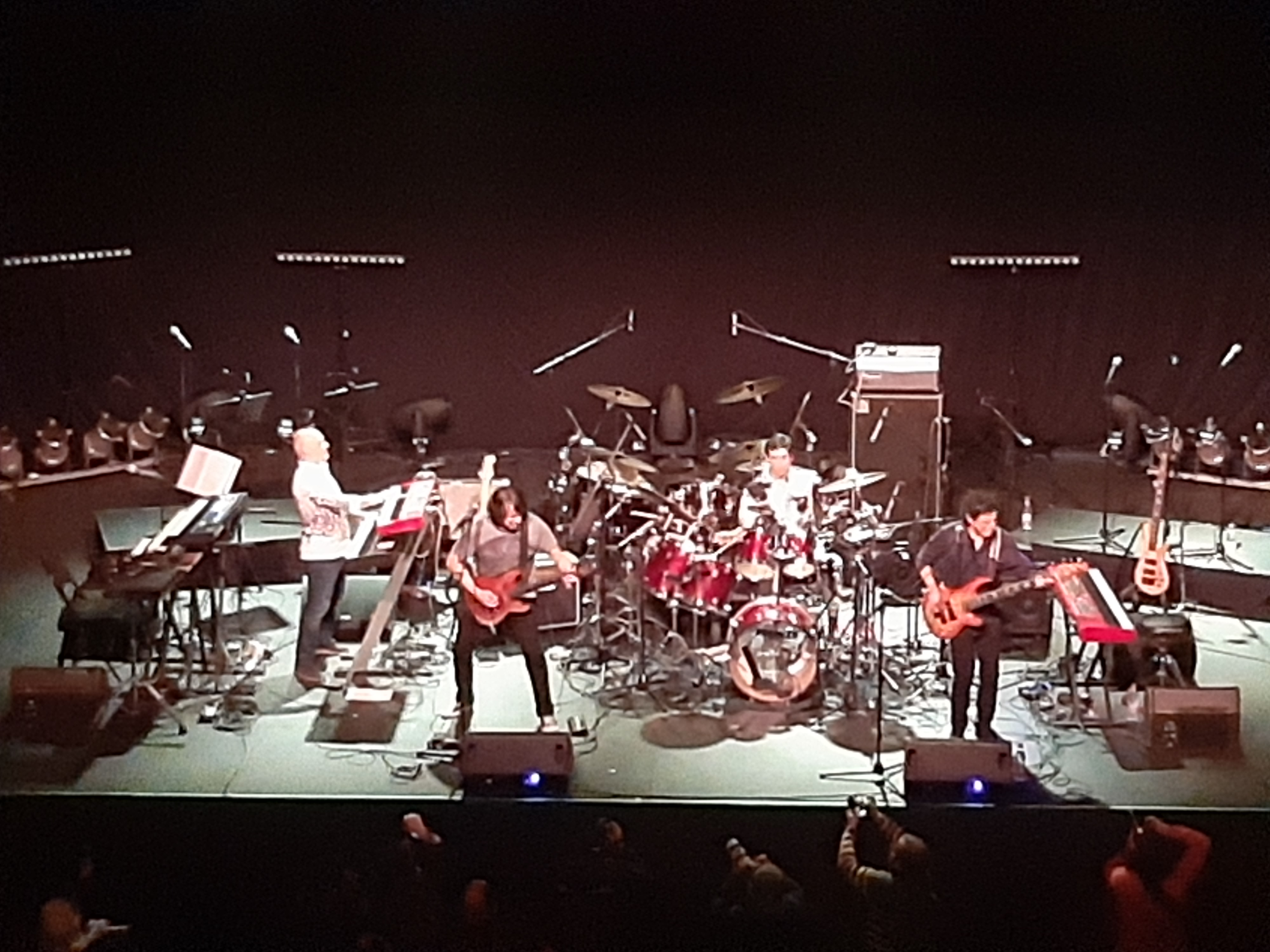
Tryo en première partie de Magma au Teatro Nescafé de las Artes à Santiago

Tryo est un groupe de rock progressif chilien fondé en 1984 à Viña del Mar. De caractère expérimental, le style du groupe est une fusion entre le rock progressif, la musique du monde, et la musique contemporaine. La formation est composée d'Ismael Cortez à la guitare et au chant, Francisco Cortez à la basse, au violoncelle et au chant, et Félix Carbone, à la batterie et aux percussions.

## Histoire
Ismael Cortez et Félix Carbone ont tous deux étudié la musique à l'Université Catholique de Santiago (respectivement la guitare classique et la percussion classique), tandis que Francisco Cortez a étudié le violoncelle à l'Université Catholique de Valparaíso. De 1984 à 1994, le groupe travaille discrètement et à huis clos. Tryo collabore ensuite avec l'ingénieur du son (et ensuite manager) Gonzalo Herrera, ce qui permet au groupe de se professionnaliser,,.
Tryo franchit les portes des studios et enregistre ses trois premiers albums : Tryo (1996), Crudo (1998) et Patrimonio (1999), son premier album-concept. Le groupe y établit sa marque de fabrique, à savoir un son tantôt hard rock progressif, tantôt acoustique. Certains morceaux de Patrimonio ont été composés pour une vidéo documentaire destinée à soutenir la nomination de la ville de Valparaíso comme Patrimoine de l'Humanité.
À partir de 1999, le groupe commence à s'internationaliser, participant au festival Baja Prog au Mexique. En 2002, Tryo effectue sa première tournée en Europe. La même année, le groupe enregistre son quatrième opus, Dos mundos à Los Angeles, en Californie aux prestigieux West Lake Studios.
En 2005, le groupe sort Viajes, un album entièrement acoustique.
En 2016, Tryo sort Órbitas, qui est élu "meilleur album de l'année" selon Rockaxis et Chilean Skies, “album surprise de 2016” par Progressive Rock Extravaganza (USA), et reçoit le Premio Esuchar du "meilleur album instrumental" en 2017,.
En 2017 et 2018, ils partent en tournée pour célébrer les 30 ans du groupe célébration des 30 ans du groupe. Ils jouent, entre autres, au Festival Internacional Valparaíso Progresivo y Fusión aux côtés d'Arlette Jequier y Grupo. En 2019, ils partent de nouveau en tournée en France et en Allemagne.
Au cours de sa carrière, Tryo a, entre autres, joué en première partie de Kansas, Focus, Hermeto Pascoal, Joe Satriani  et Marillion. Francisco Cortez a également joué en concert avec Jimmy Page & Robert Plant, Congreso et Los Jaivas.

## Membres
- Ismael Cortez - guitare électrique, guitare acoustique et chant (depuis 1984)
- Francisco Cortez - basse, violoncelle et chant (depuis 1984)
- Félix Carbone - batterie et percussions (depuis 1984)

## Discographie
- Tryo (1996)
- Crudo (1998)
- Patrimonio (1999)
- Dos mundos (2002)
- Viajes (2005)
- Órbitas (2016)
- Ofrenda (2016)
- Antología eléctrica (2017)